# Tanjung Bulan Ulu
Tanjung Bulan Ulu is een bestuurslaag in het regentschap Ogan Komering Ulu Selatan van de provincie Zuid-Sumatra, Indonesië. Tanjung Bulan Ulu telt 1393 inwoners (volkstelling 2010).